# Liolaemus archeforus
Liolaemus archeforus är en ödleart som beskrevs av  Donoso-barros och CEI 1971. Liolaemus archeforus ingår i släktet Liolaemus och familjen Tropiduridae. IUCN kategoriserar arten globalt som livskraftig.

## Underarter
Arten delas in i följande underarter:
- L. a. gallardoi
- L. a. sarmientoi